# Сакасена
Сакасе́на (греч. Σακασηνή, Сакасена от перс. Saka-ŝayana‎ — «обитаемая территория саков», арм. Շակաշեն — Шакашен) — историческая область на территории современного Азербайджана. Бывшее ядро существовавшего в VII—VI вв. до н. э. скифского царства Ишкуза. Получила свое название от ираноязычных племён скифов (саков в восточной традиции), которые в дальнейшем вошли в племенной союз кавказских албан. Предположительно, саки, наряду с албанами являлись наиболее крупным племенным объединением в Кавказской Албании.
В конце VI — начале V в. до н. э. Сакасена входила в состав сатрапии Мидия при Ахеменидах. В начале II века до н. э. была присоединена к Великой Армении, став гаваром (уездом) наханга (провинции) Утик. При разделе Великой Армении в 387 году она отошла к  Кавказской Албании, которая оказалась, по договору, в подчинении Сасанидов.
Располагалась к югу от среднего течения Куры, в районе современной Гянджи. С. Тер-Аветисян упоминал, о сохранившемся среди жителей Гянджинской области устном предании о саках, однако не приводил его.

## Описание
Предполагается, что «Сакасена» (иранск. *Saka-ŝayana — «обитаемая территория саков») являлась официальным мидийским названием ядра бывшей территории Скифского царства, располагавшегося в начале VII в. до н. э. к северу от государства Манна, в долине Аракса, а возможно, и далее к северу.
Получила свое название от племён скифов (саков в восточной традиции).

## История
Одни из первых упоминаний об ираноязычных племенах скифах в ассирийских источниках приходятся на период правления царя Ассирии Асархаддона (680—669 гг. до н. э.). В этот период скифы выступали как союзники Манны против Ассирии. Скифы активно участвовали в политической жизни Передней Азии на протяжении VII века до н. э. В 612 году до н. э. вместе с вавилонянами и мидийцами они участвовали в осаде и взятии Ниневии, второй столицы Ассирии.
Территории со скифским населением, с конца VI—начала V вв. до н. э. входили в состав мидийской сатрапии, население которой составляли мидяне, парикании и ортокорибантии. Термин ортокорибантии является переводом древнеперсидского термина tigraχauda — «острошапочные».   

Зависимое от Мидии положение Скифского царства, так же, как Урарту и Манны, находит подтверждение и в «Книге Иеремии», отрывке датируемом 593 годом до н. э.:
Поднимайте по всей земле знамёна, средь народов в рог трубите, на войну с Вавилоном освятите народы, созовите против него царства — Арарат, Минни, Ашкеназ — полководца против него пошлите, коней соберите, что тучу саранчи! На войну с Вавилоном освятите народы, царей Мидии, владык её и наместников, всю подвластную им землю.
В период правления Дария I эта область входила в состав сатрапии, охватывавшей северо-западные области Персии. Описывая административные деления Персии, Геродот отмечал:
Акбатаны, остальная Мидия, парикании и ортокорибантии платили 450 талантов. Это — десятый округ

Саки, наряду с албанами, находились в персидском войске, сражавшемся против македонян при Гавгамелах. Описание этих событий сохранились у Арриана, на основании официальных дневников, описавшего походы Александра Македонского: 
Мидянами командовал Атропат; с мидянами вместе были кадусии, албаны и сакесины.
Есть основание предполагать, что саки, наряду с албанами, были наиболее крупным племенным объединением.
Основываясь на сообщениях Страбона, местонахождение Скифского царства, а также Сакасены локализуются предельно точно — к югу от среднего течения Куры, в районе современной Гянджи.      
На территории Сакасены в направлении Шамкира американский историк Роберт Хьюсен локализует местонахождение древнего албанского храмового центра Яшу Хош, название связано с утийским словом «хаш» («луна»). В более поздний период здесь находилась кафедра епископа албанской церкви
Во II веке до нашей эры армянским царем Арташесом I ряд соседних областей были присоединены к Армении, в том числе и правобережье Куры, где обитали албаны, утии и саки. Сакасена стала одной из областей Великой Армении, гаваром (уездом) провинции Утик. При разделе Великой Армении в 387 г. она отошла к вассальной от Персии Кавказской Албании.
Согласно античному географу Страбону Сакасена являлась областью Армении. Страбон в I веке н. э. сообщает:

Саки совершали набеги подобно киммерийцам и трерам; одни набеги были дальние, другие же — на близкое расстояние. Так они захватили Бактриану и завладели лучшей землёй в Армении, которой они оставили название от своего имени — Сакасена.

Устремившись через Албанию в Армению, саки осели на правом берегу реки Кура, в плодородных долинах, оставив области название Шакашен.
Сакасена упоминается у Клавдия Птолемея (I век н. э):

Области Армении в части, заключающейся между реками Евфратом, Киром и Араксом, суть следующие: у Мосхийских гор — Котарзенская, выше так называемых бохов; вдоль реки Кира — Тосаренская и Oтенская; вдоль реки Аракса — Колтенская и ниже её Содукенская; у горы Париадра — Сиракенская и Сакасенская…

Видимо, население области и было потомками этих ираноязычных кочевников. Потомки скифских племен, осевших в плодородных долинах по берегам Куры: на правобережье, в области Сакасена, а на левобережье в предгорьях Кавказа, в районе Шеки, были среди племен, образовавших Албанский союз. Шакашен входил в состав Великой Армении практически до конца её существования. В конце IV века Сасаниды помогают царю Кавказской Албании Урнайру захватить у армян области Утик (с Халхалом, Гардман, Шакашен, Колт и Арцах, но через несколько лет они были отбиты армянами под предводительством Мушега Мамиконяна, однако ненадолго. Захваченные области, Шакашен, Арцах, Утик и Пайтакаран, были воссоединены с Албанией в конце IV века. В середине VII века арабы вторгаются на албанскую территорию и восточный Кавказ, где они захватывают Пайтакаран, Барду, Ширван, Дербент, Шакашен, Кабалу и Шабран, после чего Арран, вместе с Иберией и Арменией был объединен в одну провинцию Арабского Халифата во главе с арабским наместником.
Карту провинции Утик с Шакашеном см. здесь.